# Korea Aerospace Industries KFX
Korea Aerospace Industries KFX este proiectul unui avion de vânătoare de generația a cincea, destinat serviciului în Forțele Aeriene ale Republicii Coreea. Avionul va dispune de două locuri și două motoare. 